# Likavka (potok)
Likavka je potok v dolním Liptově, protéká severní částí okresu Ružomberok. Je to pravostranný přítok Váhu, měří 9,3 km a je tokem III. řádu.

## Pramen
Pramení v severovýchodním výběžku Velké Fatry, na okraji podcelku Šípské Fatry, na východojuhovýchodnom úpatí Hlavačka (901,8 m n. m.) v nadmořské výšce přibližně 790 m n. m., severoseverovýchodne od osady Studniční.

## Směr toku
Od pramene teče nejprve severovýchodním směrem, pod sedlem Brestová (720 m n. m.) podteká cestu I. třídy č. 59 a obloukem se stáčí severojižním směrem. Pod obcí Valaská Dubová opět podteká státní silnici a pokračuje jihovýchodním směrem až do obce Likavka. Nad Likavkou potřetí podteká zmíněnou cestu a obcí protéká k ústí severojižním směrem.

## Geomorfologické celky
- Veľká Fatra, podsestava Šípska Fatra (horní tok)
- Na středním toku vytváří hranici mezi celky Veľká Fatra na západě a Chočské vrchy na východě
- Podtatranská kotlina, podsestava Liptovská kotlina, část Chočské podhůří

## Přítoky
- Pravostranné: přítok z lokality Kotolnica, přitom ze severovýchodního svahu Tlusté hory (1 062,5 m n. m.), přítok z juhojuhovýchodného svahu Tlusté hory, přítok (2,1 km) z lokality Dúbravica, přítok (2 km) z Dubovská luk, přítok ze severního svahu Prednej CEBRE (945,0 m n. m.)
- Levostranné: dva krátké přítoky z jihozápadních svahů Kunova (936,9 m n. m.), přítok (2,7 km) z východního svahu Solisko (1 106,6 m n. m.), přítok ze severního svahu Hulína (813,0 m n. m. ), Bílý břeh, přítok z jihozápadního úpatí Předního Choče (1 249,0 m n. m.), krátký přítok z lokality Přední hony, přítok (2,6 km) z juhojuhozápadného úpatí Předního Choče, přítok ( 1,7 km) severně od obce Martinček

## Ústí
Do Váhu se vlévá jižně od Likavka v blízkosti železniční stanice Ružomberok, v nadmořské výšce cca 470 m n. m.).

## Obce
- Valaská Dubová
- Likavka
- Ružomberok (ústí)